# Adonisea navarra
Adonisea navarra là một loài bướm đêm trong họ Noctuidae.